# 静月遠火
静月 遠火（しづき とおか、）は日本の小説家。

## 経歴
大学時代は児童文学研究会に所属していた。2008年、『パララバ -Parallel lovers-』にて第15回電撃小説大賞金賞受賞しデビュー。受賞時のペンネーム表記は四月十日であった。ゲーム作品『Black Robinia』や、『うたの☆プリンスさまっ♪』シリーズのシナリオも手がけている。

## 作品リスト

### 単行本
オリジナル作品
- パララバ -Parallel lovers- （電撃文庫、イラスト：越島はぐ、2009年2月）
- ボクらのキセキ （メディアワークス文庫、イラスト：古夏からす、2010年2月）
- 真夏の日の夢 （メディアワークス文庫、2011年2月）
- R&R （メディアワークス文庫、2012年7月）
- 何かの家 （メディアワークス文庫、2024年8月）

ノベライズ作品
- サンリオ男子 俺たちの冬休み（原作・著作・監修:株式会社サンリオ、メディアワークス文庫、2017年12月）

### 雑誌掲載作品
エッセイ
- 「ごほうびごはん*黒いカラアゲ」 - 『紙魚の手帖』vol.19 OCTOBER 2024（東京創元社）